# Sycute dendyi
Sycute dendyi är en svampdjursart som först beskrevs av Kirk 1895.  Sycute dendyi ingår i släktet Sycute och familjen Grantiidae. Inga underarter finns listade i Catalogue of Life.